# NGC 6434
NGC 6434 este o quasar situată în constelația Dragonul. A fost descoperită în 6 iunie 1788 de către William Herschel. Se află la o distanță de 40,55 de megaparseci de Pământ.